# Gemaal van de Plaspoel- en Schaapweipolder
Het Gemaal van de Plaspoel- en Schaapweipolder is een voormalig stoomgemaal in de Nederlandse provincie Zuid-Holland, gebouwd in de periode 1873-1874 naar een ontwerp van P.A. Korevaar. Het gemaal diende voor (aanvullende) bemaling van de Plaspoel- en Schaapweipolder en loosde op de Delftse Vliet. In 1925 werd het gemaal gemoderniseerd waarbij het scheprad werd vervangen door een centrifugaalpomp van het merk Jaffa, met een capaciteit van 67 m³ per minuut. Sinds 1930 is de bemaling van de Plaspoelpolder en de Schaapweipolder samengevoegd. Het te bemalen oppervlak bedroeg toen circa 755 hectare. In 1989 werd een elektromotor geïnstalleerd.
Voordat het gemaal gebouwd was, werd de Plaspoelpolder bemalen door de Plaspoelse molen, een poldermolen met een scheprad die uitsloeg op de Spieringswetering bij Sion. In 1899 werd de molen afgebroken maar bleef als woonhuis in gebruik. Rond 1960 werden de restanten afgebroken.
De Schaapweipolder werd bemalen door de Schaapweimolen die eveneens het water uitsloeg vanaf de Schaapweimolensloot op de Spieringswetering.

## Trivia
Het gemaal van de Veen- en Binckhorstpolder in Voorburg is vrijwel identiek aan dit gemaal.